# Atractodes klinckowstroemi
Atractodes klinckowstroemi är en stekelart som beskrevs av Per Abraham Roman 1916. Atractodes klinckowstroemi ingår i släktet Atractodes och familjen brokparasitsteklar. Inga underarter finns listade.